# Hemiancistrus megalopteryx
Hemiancistrus megalopteryx es una especie de peces de la familia Loricariidae en el orden de los Siluriformes.

## Morfología
Los machos pueden llegar alcanzar los  28,6 cm de longitud total.

## Hábitat
Es un pez de agua dulce.

## Distribución geográfica
Se encuentran en la cuenca del río Tubarão en Santa Catarina (Brasil)